# Brama Szewska w Krakowie
Brama Szewska – niezachowana brama będąca niegdyś częścią okołu i fortyfikacji miejskich w Krakowie. Usytuowana była u wylotu ulicy Szewskiej. Za jej obronę odpowiadał cech białoskórników.
Pierwsza wzmianka o istnieniu pochodzi z 1313. W 1645 brama zawaliła się wskutek podmokłego gruntu, jednak została odbudowana, rozbudowana i wzmocniona. Podczas Potopu brama była mocno atakowana ogniem artylerii szwedzkiej.
Była jedną z ośmiu krakowskich bram obronnych obok floriańskiej, sławkowskiej, grodzkiej, wiślnej, mikołajskiej-rzeźniczej (Brama na Gródku), nowej, pobocznej.

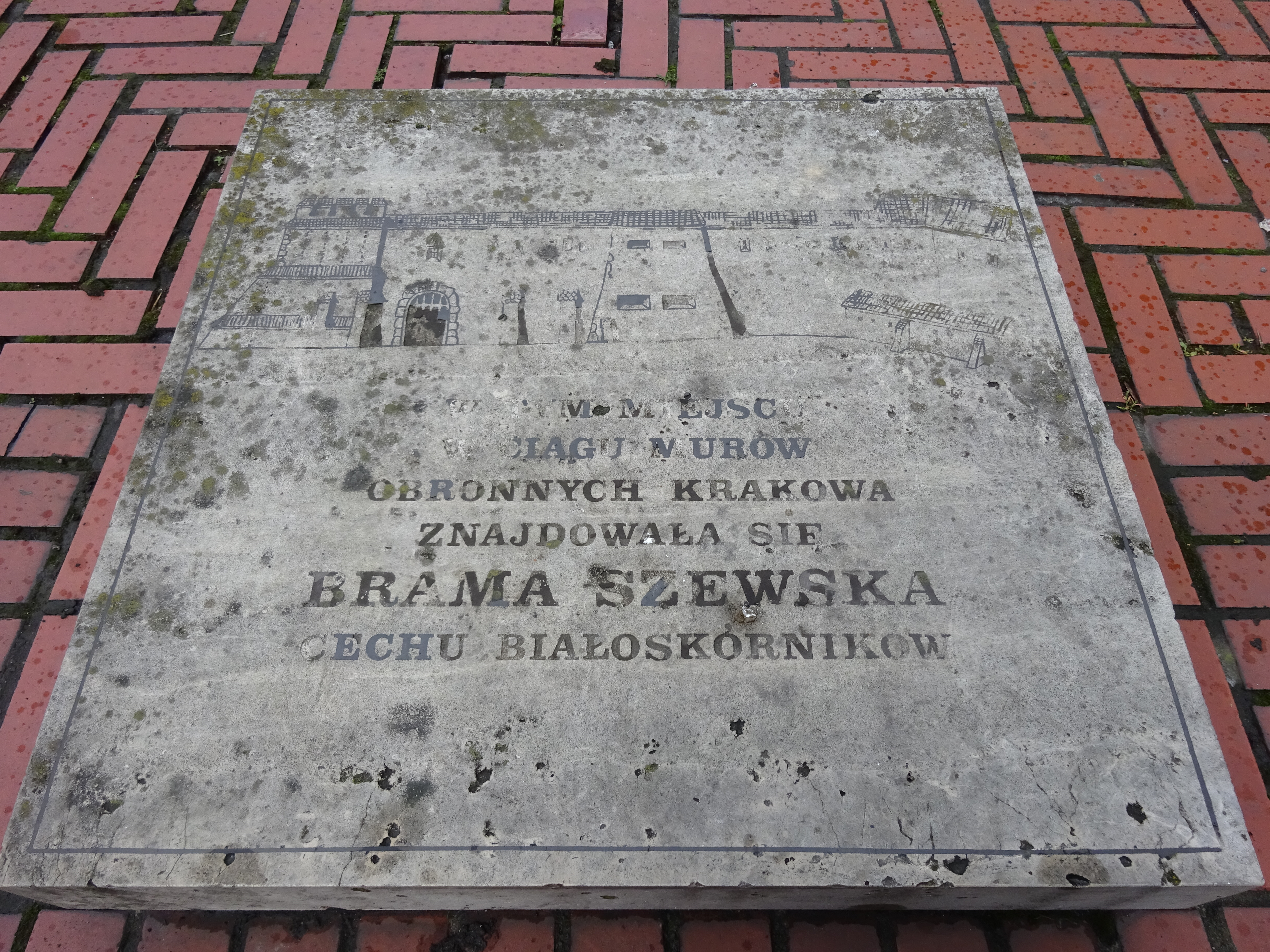
Postument upamiętniający bramę znajdujący się na zrekonstruowanym przedbramiu